# 시공테크
주식회사 시공테크(영어: SIGONGtech Co., Ltd.)는 대한민국의 기업으로 주로 전시, 문화, 인테리어 등을 다루는 기업이다.

## 연혁
- 2011년 11월 - 본사 확장이전 (경기도 성남시 분당구 판교역로 225-20 시공빌딩)
- 2011년 8월 - ‘아시아태평양 200대 유망 중소기업’ 선정 (美 포브스誌)
- 2010년 10월 - 2010 상하이엑스포 한국관 (영상부분) 및 한국기업연합관 (과학기술전시부분) 오스카상 수상
- 2009년 12월 - 우수디자인전문회사 선정 (한국디자인진흥원)
- 2006년 2월 - 국무총리 표창 - APEC2005 유공
- 2004년 6월 - 진열장 우수제품마크인증 (중소기업청)
- 2001년 8월 - 자회사 (주)시공문화 설립
- 2000년 8월 - 본사 확장이전 (서울시 강남구 삼성동 107-7 시공빌딩)
- 1988년 2월 - (주)시공테크 설립 (서울시 강남구 신사동 590-17)

## 성과
성과는 다음을 포함한다.
- 국립청주박물관 '영원한 세계 VR' 2020
- KT&G 부산 상상마당 2020
- 경북메이커교육관 2020
- 국립항공박물관 2020
- 포스코 서울 더샵갤러리 2020
- 고성 공룡 증강현실(AR) 체험존 2020

## 사업장
- 본사 - 경기 성남시 분당구 판교역로 225-20